# Бабу Сідікі
Бабу Сідікі Барро (нар. 10 червня 1990 року) — івуарійський футболіст катарського походження, який грає на позиції вінгера.

## Кар'єра
Сідікі грав у клубі Ас-Сайлія з 2009 року, а потім перейшов до клубу Ер-Раян у 2014 році. Ер-Раян віддав його в оренду клубу Аль-Хор у 2016 році. Перейшов до клубу Аль-Аглі у 2018 році, а пізніше він грав у клубі Аль-Харітіят.